# منتخب الفلبين لدوري الرغبي
منتخب الفلبين لدوري الرغبي (بالإنجليزية: Philippines national rugby league team)‏ هو ممثل الفلبين الرسمي في المنافسات الدولية في دوري الرغبي .

## وصلات خارجية
- الموقع الرسمي